# Presente (Enrico Ruggeri)
Presente, pubblicato nel 1984, è un album del cantautore Enrico Ruggeri.

## Il disco
Dopo la partecipazione al Festival di Sanremo 1984 con Nuovo swing con scarso successo nel voto popolare, ma un buon apprezzamento della critica, in questo album Ruggeri si riappropria di alcuni suoi brani scritti per altri e dell'epoca dei Decibel.
Il mare d'inverno, scritto da Ruggeri, era stato portato al successo nel 1983 da Loredana Bertè.
Contiene anche una cover di un celebre capolavoro di Domenico Modugno: Vecchio Frack, brano che Ruggeri definì uno dei migliori esempi di racconto di una storia umana (e che qualche mese dopo reinciderà in versione da studio nella compilation Festivalbar 1984).
I brani dal n. 1 al n. 5 sono stati registrati in studio. Il brani dal 6 all'11 furono registrati live in uno studio per orchestre, presenti circa duecento persone. La scelta fu fatta per questioni di diritti sulle edizioni musicali delle versioni originali.
Non cercare il sole è la versione remix del brano lato B del singolo Polvere del 1983: la versione originale non è dunque mai stata pubblicata su un album.

## Tracce
1. Nuovo swing – 4:13
2. La donna vera – 3:15
3. Qualcosa (remix) – 3:21
4. Non cercare il sole (remix) – 4:40
5. Il mare d'inverno – 5:03
6. Vecchio frack – 3:33
7. Vivo da re – 3:49
8. Contessa – 2:34
9. Señorita – 2:30
10. Il rock 'n roll – 2:57
11. Polvere – 4:25

## Formazione
- Enrico Ruggeri – voce, sintetizzatore
- Luigi Schiavone – chitarra, cori, sintetizzatore
- Stefania Schiavone – tastiera, cori, pianoforte
- Marcello Catalano – batteria, cori
- Franco Bernardi – tastiera
- Renato Meli – basso
- Luigi Fiore – batteria
- Roberto Zanaboni – tastiera, sintetizzatore, pianoforte
- Fabio Amodio – batteria
- Roberto Rossi – tastiera